# 혼합적공동기업
혼합적공동기업은 자본적인 요소와 개인적인 요소를 모두 갖추고 운영하는 공동기업을 가르키는 단어이다.

## 정의
혼합적공동기업은 자본적 공동기업과 인적공동기업의 중간적인 성격을 가지고 있는 기업이 된다. 이렇기 때문에 혼합적 공동기업은 인적공동기업과 자본적 공동기업과는 다른 특징과 장단점을 가진 기업이 된다. 또한 인적공동기업과 마찬가지로 중소기업에 가장 적합한 기업의 유형을 가지고 있다. 혼합적공동기업은 합자회사·익명회사·유한회사 등의 법률적 행태를 채용하는 것이 일반적이며 이는 인적공동기업이 합명회사만을 법률적 행태를 채용하는 것과 다른 차이점이 된다.

## 같이 보기
- 기업
- 중소기업
- 대기업